# オールダーショット・タウンFC
オールダーショット・タウン・フットボール・クラブ（Aldershot Town Football Club）は、イングランドハンプシャー州ラシュムア地区オールダーショットを本拠地とするサッカークラブチームである。2021-2022シーズンはナショナルリーグ（5部相当）に所属。
1926年創立のオールダーショットFCが1992年に解散するに伴い新たに設立された。
前身のオールダーショットFCは1932年から1992年までイングリッシュ・フットボールリーグに所属していた。オールダーショット・タウンFCは2008年にリーグ2へ昇格を果たし、16年ぶりにフットボールリーグへ復帰を果たした。

## タイトル

### 国内タイトル
- イスミアンリーグ・ディヴィジョン3:1回

1992-1993
- イスミアンリーグ・ディヴィジョン1:1回

1997-1998
- イスミアンリーグ・プレミアディヴィジョン:1回

2002-2003
- ハンプシャー・シニアカップ:5回

1998-1999,1999-2000,2001-2002,2003-2004,2006-2007
- カンファレンス・ナショナル:1回

2007-2008
- カンファレンスリーグカップ:1回

2007-2008

### 国際タイトル
- なし

## 過去の成績
- 1992-1993 Isthmian League Div3 1位 昇格
- 1993-1994 Isthmian League Div2 3位 昇格
- 1994-1995 Isthmian League Div1 4位
- 1995-1996 Isthmian League Div1 5位
- 1996-1997 Isthmian League Div1 7位
- 1997-1998 Isthmian League Div1 1位 昇格
- 1998-1999 Isthmian League Premier 7位
- 1999-2000 Isthmian League Premier 2位
- 2000-2001 Isthmian League Premier 4位
- 2001-2002 Isthmian League Premier 3位
- 2002-2003 Isthmian League Premier 1位 昇格
- 2003-2004 Football Conference 5位
- 2004-2005 Conference National 4位
- 2005-2006 Conference National 13位
- 2006-2007 Conference National 9位
- 2007-2008 Conference National 1位 昇格
- 2008-2009 Football League2 15位
- 2009-2010 Football League2 6位
- 2010-2011 Football League2 14位
- 2011-2012 Football League2 11位
- 2012-2013 Football League2 24位 降格

## 歴代所属選手
- ジェイミー・スラッバー 2005
- ジョエル・グラント 2006-2008
- ロブ・ギア 2007-2008
- オリヴァー・ボザニッチ 2009-2010
- アレックス・マッカーシー 2009
- ディーン・パレット 2009
- マイケル・ヘクター 2012-2013
- ニック・ポープ 2013

## 歴代監督
- ディーン・ホールズワース 2011-2013